# Bá quốc Württemberg
Bá quốc Württemberg (tiếng Đức: Grafschaft Württemberg) là một lãnh thổ lịch sử có nguồn gốc từ lãnh thổ do nhà Württemberg cai trị, trung tâm của Công quốc Swabia cũ. Thủ phủ của nó là Stuttgart. Từ thế kỷ XII cho đến năm 1495, nó là một bá quốc trong Đế chế La Mã Thần thánh. Năm 1495, nó được nâng lên thành địa vị công quốc, và đến năm 1806, tiếp tục nâng lên thành vương quốc, chỉ vài tháng trước khi Đế chế La Mã Thần thánh tan rã.

## Từ nguyên
Bá quốc Württemberg được đặt theo tên một ngọn đồi cùng tên ở huyện Untertürkheim ở Rotenberg, Stuttgart, nơi lâu đài Wattenberg tồn tại cho đến năm 1819. Khoảng năm 1350, Bá quốc này chỉ xuất hiện trong hồ sơ với cách viết là "Wirtenberg".

## Lịch sử
Nhà Württemberg được ghi nhận lần đầu tiên vào cuối thế kỷ XI. Thành viên đầu tiên được nhắc đến trong gia phả là Conrad I, người được cho là đã xây dựng lâu đài Württemberg vào năm 1081 và được phong làm comes (trấn quân) của Württemberg vào đầu thế kỷ XII. Năm 1250, triều đại Hohenstaufen kết thúc tồn tại; điều này cho phép các comes của Württemberg mở rộng địa hạt cai quản của họ trở thành một bá quốc trong lòng công quốc gốc Swabia. Stuttgart (sau này trở thành thủ đô) được nhập vào bá quốc do cuộc hôn nhân giữa Bá tước Ulrich I và Mechthild xứ Baden, con gái của Bá tước Hermann V xứ Baden vào năm 1251.
Lãnh thổ Württemberg mở rộng hơn nữa dưới sự cai trị của các đời bá tước Ulrich III, Eberhard II và Eberhard III. Dưới thời Eberhard III, Württemberg đã tiếp quản Bá quốc Montbéliard (tiếng Đức: Mömpelgard) thông qua việc hứa hôn của con trai ông là Eberhard IV xứ Württemberg, với Henriette xứ Mömpelgard, con gái của Bá tước xứ Mömpelgard Heinrich II nhà Montfaucon vào năm 1397.
Năm 1442, Hiệp ước Nürtingen được ký kết giữa Ulrich V và em trai Ludwig I. Kết quả là Württemberg bị chia thành hai phần. Ulrich nhận lãnh địa Stuttgart (Württemberg-Stuttgart), bao gồm các thị trấn Bad Cannstatt, Göppingen, Marbach am Neckar, Neuffen, Nürtingen, Schorndorf và Waiblingen. Ludwig nhận được phần Bad Urach (Württemberg-Urach), bao gồm các thị trấn Balingen, Calw, Herrenberg, Münsingen, Tuttlingen và Tübingen. Phần lãnh thổ này bao gồm cả Bá quốc Montbéliard sau cái chết của Henriette vào năm 1444.
Nhờ Hiệp ước Münsingen năm 1482 và Hiệp ước Esslingen năm 1492, Bá tước Eberhard V xứ Württemberg-Urach đã thành công trong việc thống nhất Württemberg và trở thành người cai trị duy nhất của bang quốc này. Eberhard vốn có tham vọng được nhận tước hiệu Công tước xứ Swabia (Herzog von Schwaben) danh giá cùng với tầm ảnh hưởng trong lãnh thổ công quốc gốc Swabia cũ. Tuy nhiên, năm 1495, theo Nghị viện Hoàng gia Worms do Hoàng đế Maximilian I triệu tập, xứ Württemberg được nâng cấp địa vị Công quốc Württemberg. Eberhard V chỉ nhận được tước hiệu Công tước (Herzog) xứ Württemberg và Teck với xưng hiệu Eberhard I. 
Hiệp ước Worms cũng quy định trường hợp công quốc và các thái ấp của công tước sẽ trả về thuộc quyền đế chế trong trường hợp việc kế vị nam giới bị gián đoạn. Do Eberhard không có con, ông đã chỉ định người em họ là Bá tước Eberhard VI xứ Württemberg-Stuttgart làm người thừa kế và sẽ đồng cai trị cùng với một ủy ban gồm 12 "honourable", đại diện cho hai giai cấp trong lãnh địa (lãnh chúa và thường dân), trong trường hợp ông qua đời.